# Фабіо Шимонек
Фабіо Шимонек або просто Фабіо (порт.-браз. Fábio Szymonek / Fábio / пол. Fábio Szymonek / Fábio; нар. 11 травня 1990, Озаску, Сан-Паулу, Бразилія) — бразильський футболіст польського походження, воротар клубу «Кальденсе».

## Життєпис

### «Палмейрас»
Вихованець молодіжної академії «Палмейраса», де розпочав займатися футболом у 14-річному віці. Пройшов усі юнацькі та молодіжні команду клубу, допоки в 2010 році не був орендований «Жвентусом», де виступав у Серії А3 Ліги Паулісти. Повернувшись до «Палмейраса» у 2010 році, переведений до другої команди, де грав у Кубку Паулісти 2010 та 2011.
У 2012 році переведений до першої команди, де став дублером Бруно. 4 жовтня 2012 року підписав новий 5-річний контракт з «Вердау». За першу команду «Палмейраса» дебютував 12 листопада в програному (0:1) поєдинку Серії B проти Пайсанду. У команді ділив лаву запасних з Рафаелем Алемао після того, «Віторія» орендувала «Деолу».
У Серії В 2013 року Фабіо дебютував за професіональну команду проти «Пайсанду» після того, як основний воротар Фернандо Прасс отримав травму.
Уже в 2014 році, після того, як Фернандо Прасс отримав чергову серйозну травму ліктя, Фабіо почав виділятися, добре захищав ворота й став основним воротарем «Палмейраса».
Однак після хороших матчів Фабіу провів декілька невдалих матчів чемпіонату Бразилії того ж року, які завершилися поразками. Цей факт змусив «Палмейрас» опуститися в турнірній таблиці, у деяких турах навіть до зони вильоту. З приходом Дорівала Жуніора на чолі тренерський місток «Альвіверде», Фабіо втратив свою позицію воротаря на користь Деола.
Його останні матчі за «Палмейрас» припали на завершення сезону 2015 року проти «Корітіби» та «Фламенгу», коли клуб використовував резервну команду в чемпіонаті Бразилії того року, тоді як перша команда використовувалася в Кубку Бразилії.

#### Оренда в «Оесте»
У січні 2016 року орендований до завершення сезону 2016 року «Осте».

### «Сан-Бенту»
У травні 2017 року орендований «Сан-Бенту». У вересні того ж року після розірвання контракту з «Палмейрасом» Фабіо запрошений на постійне місце команди міністерства внутрішніх справ.

### «Таубате»
У грудні 2017 року став новачком «Таубате» виступів у Серії А2 Ліги Паулісти 2018 року.

### «Авеш»
У червні 2018 року португальський клуб «Авеш» оголосив Фабіо своїм новим воротарем на другу половину сезону 2018/19 років.

### Повернення в «Таубате»
У січні 2021 року Фабіо повернувся в «Таубате», з яким підписав контракт до кінця Серії А2 Ліги Паулісти.

### «Уберландія»
У грудні 2021 року підписав контракт з «Уберландією».

## Особисте життя
Має польське коріння по батьківській лінії.

## Досягнення
«Палмейрас»
- Кубок Бразилії
  -  Володар (1): 2015

- Серія B
  -  Чемпіон (1): 2013

Інші досягнення
- Трофей Жульньйо Ботельйо
  -  Володар (1): 2014